# Зала (жупанија)
Жупанија Зала (мађ. Zala megye) је једна од прекодунавских жупанија, налази се у западној прекодунавској регији Мађарске.
Жупаније је добила име по реци Зала. Своје границе дели са Хрватском, Словенијом и мађарским жупанијама Ваш, Веспрем и Шомођ. Површина жупаније је 3.784 km², такође и западна страна Балатона је у овој жупанији.

## Историја
У овом подручју има доста археолошких налаза из бронзаног доба, а нарочито су богата налазишта из доба Римљана, када је ово била римска провинција Панонија.
У 9. веку ови крајеви су били под управим нитранских кнежева. Током наредних година, доласком Мађара у Панонију ови предели потпадају под мађарску власт. Свети Стефан је ове области дао под црквену управу и на неколико места је изградио краљевске замкове, утврђења, али ни једано није опстало или се развило да би постало средиште. Познатија утврђења из тог доба су Татика (Tátika), Чобанц (Csobánc) и Шимег (Sümeg). Најпознатији владари ових области у 13. веку су били Банфи (Bánffy) и Чак (Csák). У 15. веку су овим областима владали племичке породице Цилеји (Cillei) и Ујлаки (Ujlaki).
Почетком турских освајања Европе, кроз ове области је водио најкраћи пут до Беча, развој ових крајева је почео да стагнира и становништво се проредило. Нађканижа је пала под турску власт 1600. године а једна од јачих утврда Уј-Зеринвар (Új-Zerinvár), који је саградио Никола Шубић Зрински (Zrínyi Miklós), је пао под турску власт 1664. године. Турци су избачени из ових крајева 1690. године.
Све до почетка експлоатације нафте 1937. године, жупанија Зала је била једна од најзаосталијих у Мађарској.
Тријанонским споразумом, 1920. године, предели јужно од реке Муре су припали Краљевини СХС, а данас то су подручја Хрватске и Словеније.
После Другог светског рата је један део око Балатона припао Веспрему а Кестхељ, Таполца и Шимег су додељени такође Веспрему после нове прерасподеле 1950. године.
Кестхељ је 1978. године враћен Зала жупанији.

## Демографија
Жупанија Зала, по попису из 2007. године, има 293.443 становника. У градовима живи 56% а у мањим општинама
38% укупног становништва. Зала заузима 16 место, по броју становника, међу жупанијама у Мађарској .

### Котари у Зала жупанији
У Зали постоји 9 котара.
Котари у жупанији Зала са основним статистичким подацима:
| Име котара      | Седиште      | Површина (km²) | Број становника (1. јануар 2007) | Број насеља |
| --------------- | ------------ | -------------- | -------------------------------- | ----------- |
| Хевишки         | Хевиз        | 123,60         | 12.473                           | 8           |
| Кестхељски      | Кестхељ      | 349,33         | 34.806                           | 16          |
| Лентски         | Ленти        | 663,09         | 22.313                           | 51          |
| Летењски        | Летење       | 388,69         | 17.391                           | 27          |
| Нађканишки      | Нађканижа    | 552,93         | 66.968                           | 27          |
| Пачашки         | Пача         | 278,82         | 10.792                           | 20          |
| Залаегерсегски  | Залаегерсег  | 788,61         | 97.266                           | 65          |
| Залакарошки     | Залакарош    | 311,85         | 13.196                           | 19          |
| Заласентгротски | Заласентгрот | 327,06         | 18.238                           | 24          |

### Градови са општинском управом
Жупанија Зала има 2 урбана округа, 8 градова, 2 велика села и 246 села.
- Залаегерсег Zalaegerszeg, (61 898), (седиште)
- Нађканижа Nagykanizsa, (50 823)

### Градови са статусом носиоца општине
(Ред списка је направљен по опадајућем низу броја становника датог места, попис је из 2001. године, курзивним текстом су написана оригинална имена на мађарском језику), а у заградама је број становника.

### Градови
- Кестхељ Keszthely, (21.289)
- Ленти , (8.421)
- Заласентгрот Zalaszentgrót, (7.547)
- Хевиз , (4.457)
- Летење Letenye, (4.312)
- Залалеве Zalalövő, (3.126)
- Залакарош Zalakaros, (1.748)

### Општински градови
- Пача , (1.904)

### Села
| - Алибанфа , - Алмашхаза , - Алшонемешапати , - Алшопахок , - Алшорајк , - Алшосентержебет , - Бабошдебрете , - Баглад , - Багод , - Бак , - Бактитеш , - Балатонђерек , - Балатонмађарод , - Барлахида , - Баћк , - Бакоксентђерђ , - Базакеретће , - Бечехељ , - Бечвелђе , - Белезна , - Белшешард , - Безеред , - Боцфелде , - Бочка , - Бонцофелде , - Боршфа , - Бокахаза , - Беде , - Бедехаза , - Берзенце , - Бучута , - Бучусентласло , - Воњарцвашхеђ , - Чапи , - Чатар , - Черсегтомај , - Черталакош , - Честрег , - Чонкахеђхат , - Чеде , - Чемедер , - Черњефелд , - Диошкал , | - Добри , - Добронхеђ , - Дебреце , - Детк , - Ђенешдијаш , - Егерарача , - Егервар , - Естерегње , - Естергаљхорвати , - Фелшепахок , - фелшерајк , - Фелшесентержебет , - Фићехаз , - Физвелђ , - Галамбок , - Гарабонц , - Габорјанхаза , - Геленхаза , - Гелше , - Гелшесигет , - Геће , - Гомбошсег , - Гостола , - Гешфа , - Гуторфелде , - Ђириш , - Хађарошберенд , - Хахот , - Херњек , - Хомоккомаром , - Хосувелђ , - Хото , - Иборфија , - Иклодбердеце , - Кацорлак , - Калошд , - Кармач , - Калоцфа , - Кањавар , - Каваш , - Кехидакуштањ , - Кемендолар , | - Кеменфа , - Керечењ , - Керкабарабаш , - Керкафалва , - Керкакуташ , - Керкасенткираљ , - Керкатешканд , - Килиман , - Кишбуча , - Кишчехи , - Кошгербе , - Кишкуташ , - Кишпали , - Кишрече , - Кишсигет , - Киштолмач , - Кишвашархељ , - Козмадомбја , - Куштансег , - Килшешард , - Лакхеђ , - Ластоња , - Лендвадедеш , - Лендвајакабфа , - Лицковадамош , - Лигетфалва , - Лишпесентадорјан , - Лисо , - Ловаси , - Мађарфелд , - Мађарсентмиклош , - Мађарсердахељ , - Мароц , - Марокфелд , - Михалд , - Михаљфа , - Микекарачоњфа , - Милејсег , - Мишефа , - Молнари , - Муракерестур , - Мураратка , | - Мурасемење , - Нађбаконак , - Нађгербе , - Нађкапорнак , - Нађкуташ , - Нађленђел , - Нађпали , - Нађрада , - Нађрече , - Немешапати , - Немешбик , - Немешхетеш , - Немешнеп , - Немешпатро , - Немешрадо , - Немешшандорхаза , - Немешсентандраш , - Неметфалу , - Нова , - Олтарц , - Орбањошфа , - Ормандлак , - Оростоњ , - Ортахаза , - Озманбик , - Охид , - Падар , - Пакод , - Пат , - Пака , - Палфисег , - Петхехење , - Петрикерестур , - Петривенте , - Покасепетк , - Порсомбат , - Пелешке , - Пелешкефе , - Пердефелде , - Петрете , - Пустаапати , | - Пустаедерич , - Пустамађаод , - Пустасентласло , - Рамоча , - Реснек , - Рези , - Редич , - Риђац , - Шаломвар , - Шанд , - Шархида , - Шармелек , - Шемјенхаза , - Шење , - Шормаш , - Шејтер , - Шурд , - Шимегчехи , - Салапа , - Сентђерђвар , - Сентђерђвелђ , - Сенткозмадомбја , - Сентлисло , - Сентмаргитфалва , - Сентпетерфелде , - Сентпетерур , - Сепетнек , - Сечисигет , - Сијартохаза , - Силвађ , - Тешканд , - Тилај , - Тормафелде , - Торњисентмиклош , - Тофеј , - Тотсентмартон , - Тотсердахељ , - Тирје , - Ујудвар , - Валкоња , - Вашболдогасоњ , - Вашпер , | - Валуш , - Варфелде , - Варвелђ , - Виндорњафок , - Виндорњалак , - Виндорњаселеш , - Вецкенд , - Зајк , - Залаапати , - Залабакша , - Залабер , - Залаболдогфа , - Залачањ , - Залачеб , - Залахашхађ , - Залаигрице , - Залаиштванд , - Залакомар , - Залакевешкут , - Заламерење , - Залашарсег , - Заласабар , - Заласанто , - Заласентбалаж , - Заласентђерђ , - Заласентиван , - Заласентјакаб , - Заласентласло , - Заласентлеринц , - Заласентмартон , - Заласентмихаљ , - Заласомбатфа , - Залатарнок , - Залаујлак , - Залавар , - Залавег , - Зебецке , |

 означене општине су „велика“ села.

## Галерија
- Воњарвашхеђ - капела
- Кемендолар - остаци замка
- Кестхељ, замак Фештетич
- Замак Рези
- Залаегерсег